# Кронвайлер
Кронвайлер (нем. Kronweiler) — община в Германии, в земле Рейнланд-Пфальц. 
Входит в состав района Биркенфельд. Подчиняется управлению Биркенфельд.  Население составляет 342 человека (на 31 декабря 2010 года). Занимает площадь 3,51 км².